# Charles Phillip Ingalls
Charles Phillip Ingalls, (Cuba, Nueva York, 10 de enero de 1836-De Smet, Dakota del Sur, 8 de junio de 1902) fue un agricultor estadounidense, conocido por haber sido el padre de la novelista estadounidense Laura Ingalls, escritora de la serie de libros autobiográficos Pequeña Casa de la Pradera.

## Biografía
Fue el segundo de nueve hijos del matrimonio Landsford y Laura Colby Ingalls. Se casó con Caroline Lake Quiner el 1 de febrero de 1860, tuvieron cinco hijos; Mary, Laura, Carrie, Freddy y Grace. 

## En la ficción
En la serie de televisión Little House on the Prairie su personaje fue interpretado por Michael Landon.